# Autoriksza

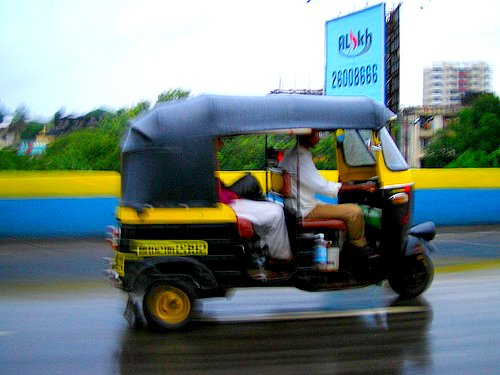
Autoriksza na ulicach Delhi

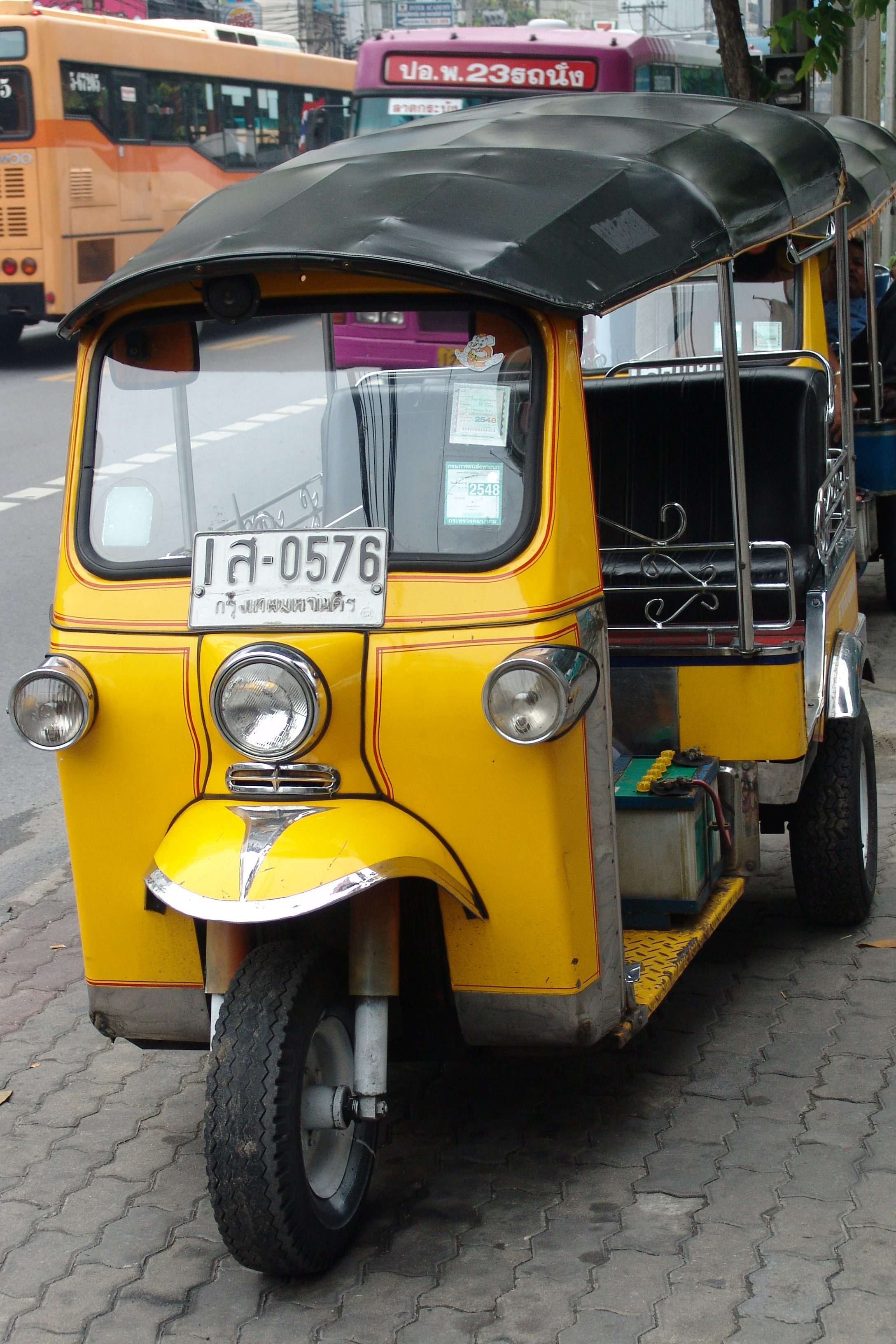
Autoriksza z Bangkoku

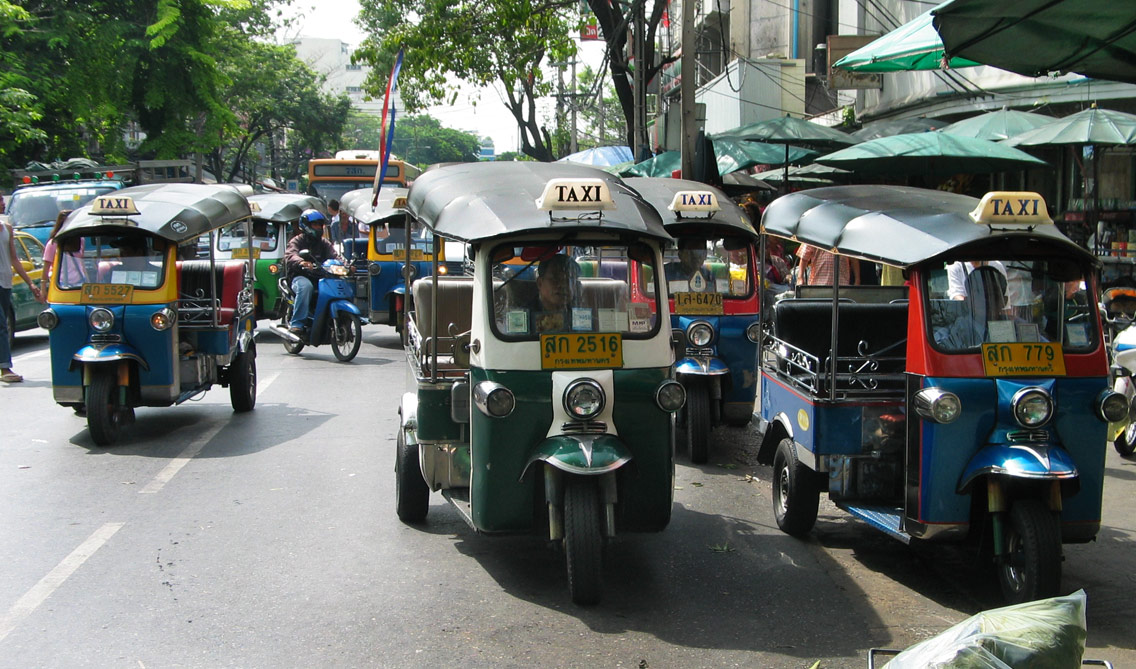
Autoriksza w Bangkoku

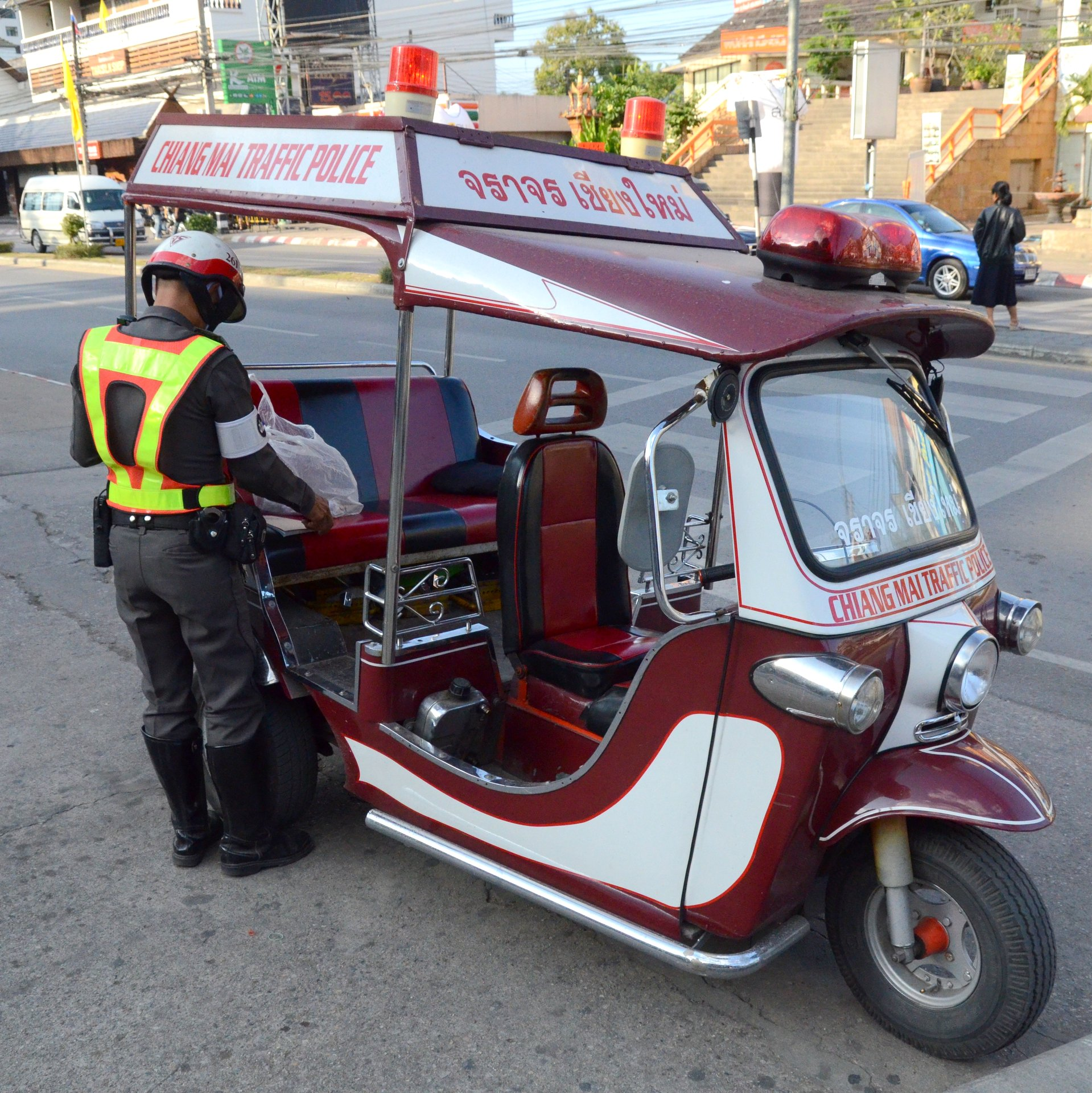
Autoriksza drogówki z Chiang Mai

Autoriksza (riksza motorowa, tuk-tuk) – pojazd, pełniący rolę taksówki, popularny w krajach takich jak Tajlandia, Indie, Pakistan, Nepal, Bangladesz i Sri Lanka. Jest to zmotoryzowana wersja zwykłej rikszy, przeważnie trójkołowa.

## Autoriksze w Indiach

### Wygląd zewnętrzny
Autoriksza to niewielki pojazd składający się z trzech małych kółek (jedno z przodu, dwa z tyłu), kabiny dla kierowcy (w niektórych rejonach nazywanej auto-wallah) na przodzie i miejsc siedzących dla trzech osób z tyłu. Riksze są wyposażone w mały silnik, podobny do używanego w motocyklach. Kierownica jest taka jak w rowerze lub motocyklu, nie jest to koło, tak jak w samochodzie. Riksza jest bardzo lekka, jeśli bierze się pod uwagę jej wielkość. Kiedy się zepsuje, wystarczy dwóch lub trzech kierowców, aby ją podnieść. Potrzeba tylko jednej osoby, aby ją popchnąć.

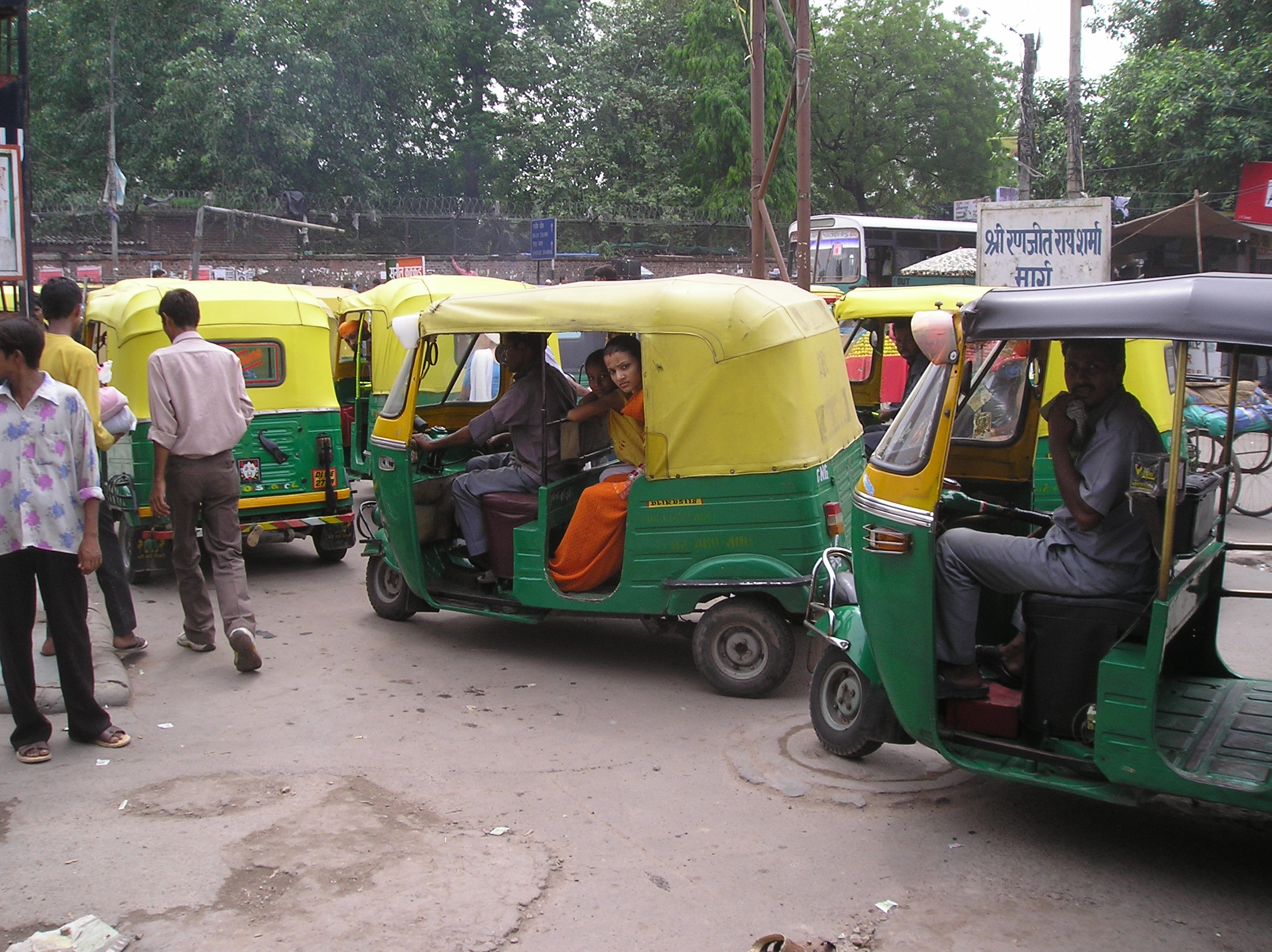
Autoriksze napędzane gazem na ulicach Delhi

### Wynajmowanie
Autoriksze muszą mieć zainstalowany licznik. Wiele z nich go nie ma, co jest sprzeczne z prawem. Jednak nawet ci kierowcy, którzy go zainstalowali, zwykle go nie włączają. Często wynajem rikszy wymaga targowania  się z kierowcą. Zdarza się i tak, że kierowcy zakładają wadliwe liczniki, aby nabić cenę, jadą okrężną drogą, każą zapłacić kilka razy więcej z samego rana lub późno wieczorem albo wtedy, gdy nie da się dojechać innym pojazdem we wskazane miejsce. Cena może być podwójna, jeśli jedziemy tylko w jedną stronę (należy opłacić drogę powrotną kierowcy). Pasażerowie, którzy nie znają za dobrze lokalnego języka, często są zmuszeni słono zapłacić za przejazd. Miasta takie jak Thiruvananthapuram lub Kozhikode w Kerali wydały ścisłe nakazy, które wymagają zainstalowania licznika, aby uniknąć manipulacji.
W miastach takich jak Delhi, Mumbaj, Kolkata, Ćennaj, Pune, Hajdarabad i Bangalore chciano z góry ustalić średnią cenę za przewóz. Na przykład w Ćennaj (Madras) opłata za przewóz w obrębie centrum miasta wynosiłaby około 50 rupii. Pomimo to wciąż wielu podróżnych musi targować się z przewoźnikiem bądź ustalać cenę przed jazdą. Kierowcy zwykle nie potrafią czytać łacińskich liter, dlatego warto mieć napisany cel podróży na kartce w ich rodowitym języku.

### Wyścigi autoriksz
Riksze na równej nawierzchni są w stanie jechać z maksymalną prędkością 50 km/h. Ich krucha budowa sprawia, że nie nadają się do wyścigów. Jednakże prosta konstrukcja i małe zużycie paliwa sprawiło, że zdecydowano się ich użyć w ulicznych wyścigach, w Indiach znanych jako Indian Autorickshaw Challenge.

### Producenci
Firmy produkujące autoriksze:
- Daihatsu Midget z Japonii
- Bajaj z Indii
- Vespa z Włoch
- Bajaj II z Indii
- Piaggio z Włoch